# Homorodu de Jos, Satu Mare
Homorodu de Jos este un sat în comuna Homoroade din județul Satu Mare, Transilvania, România.
 Acest articol despre o localitate din județul Satu Mare este deocamdată un ciot. Puteți ajuta Wikipedia prin completarea lui.